# Communication Breakdown
Communication Breakdown ist ein Song der britischen Rockband Led Zeppelin, erschienen 1969 auf ihrem Debütalbum Led Zeppelin.

## Allgemeines
Für das hämmernde Gitarrenriff verstärkte Jimmy Page seine Fender Telecaster mit einem kleinen Supro Verstärker. Während des Solos benutzte er zusätzlich ein komplett geschlossenes Vox Wah-Wah-Pedal um den "Gitarre im Schuhkarton"-Sound zu erreichen. Communication Breakdown ist einer der wenigen Songs, auf denen Page auch Background-Gesang singt.
Der Song war eine populäre Live-Nummer auf Led Zeppelin Konzerten und der einzige Song, der jedes Jahr, in dem die Band tourte, gespielt wurde. Er wurde normalerweise am Anfang eines Konzerts oder als Zugabe gespielt.
In den USA wurde der Titel als B-Seite der Single Good Times Bad Times veröffentlicht. Das 1997 veröffentlichte Album Led Zeppelin BBC Sessions enthält den Song dreimal, jedes Mal mit etwas anderen Improvisationen. Drei Live-Versionen von Auftritten in der TV-Sendung Tous En Scene in Paris 1969, beim Danmarks Radio 1969 und in der Royal Albert Hall 1970 sind auf der Led Zeppelin DVD zu sehen. Communication Breakdown ist auch einer der wenigen Songs von Led Zeppelin, für den die Band ein exakt Lippen-synchronisiertes Video erstellt hat, ebenfalls erschienen auf der Led Zeppelin DVD.

## Vermächtnis
Andy Shernoff, Bassist von The Dictators, erklärte, dass Pages schnelles, nach unten geschlagenes Gitarrenriff in Communication Breakdown eine Inspiration für Johnny Ramones (Gitarrist der Ramones) nach unten geschlagenen Gitarrenstil war. Ramone erklärte in der Dokumentation Ramones: The True Story, dass er diese nach unten geschlagene Anschlagstechnik dadurch verbessert hat, dass er den Song in seiner frühen Karriere immer wieder gespielt hat.
Der Song ist bekannt für seine Verwendung in Filmen, vor allem in militärischem Umfeld. In der Folge G. I. Homer der Simpsons spielt während eines Armeewerbevideos eine Gruppe Soldaten das Gitarrenriff von Communication Breakdown. Der Song wurde auch als Filmmusik für den Film Small Soldiers genutzt.
Communication Breakdown steht auf der 2003 erschienenen Liste The 1,001 Greatest Songs to Download Right Now! des Blender-Magazins.
Jeff Healey nahm eine Instrumentalversion von Communication Breakdown für sein Album Cover to Cover auf.

## Besetzung
- Robert Plant – Gesang
- Jimmy Page – Gitarre, Background-Gesang
- John Paul Jones – Bass, Orgel, Background-Gesang
- John Bonham – Schlagzeug